# 烏尤尼鹽沼
烏尤尼鹽沼位於玻利維亞西南部的烏尤尼小鎮附近，是世界最大的盐盘，東西長約250公里，南北寬約100公里，面積達10,582平方公里，盛產岩鹽與石膏。

## 形成

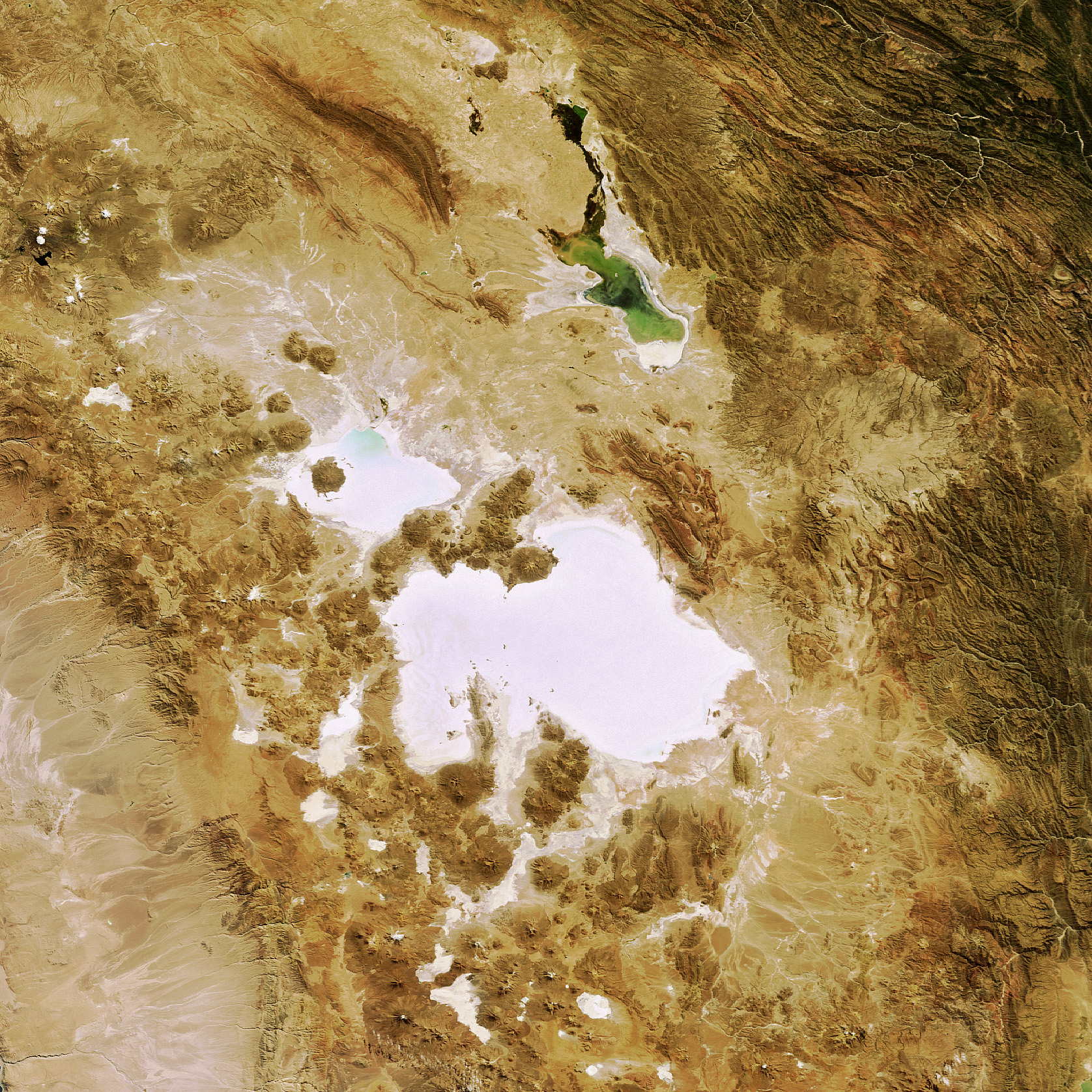
歐洲環境衛星於2008年5月拍攝的烏尤尼一帶。下方較大的鹽沼為烏尤尼，左上方較小者則為科伊帕薩湖。

烏尤尼鹽沼是在安地斯山脈隆起過程中所形成的。安地斯山脈是屬於較新形成的山脈，在經歷一些劇烈的地理活動而從海底隆起後，其間形成了許多裝滿海水的湖泊。約在4萬年前，烏尤尼鹽沼所處的區域為一個名為明清湖（Lake Minchin）的史前巨湖，之後逐漸乾涸，形成兩個大鹹水湖：普波湖（Poopó Lake）與烏魯烏魯湖（Uru Uru Lake），以及兩個大鹽沼：烏尤尼鹽沼與科伊帕薩鹽沼（Salar de Coipasa）。

## 人文

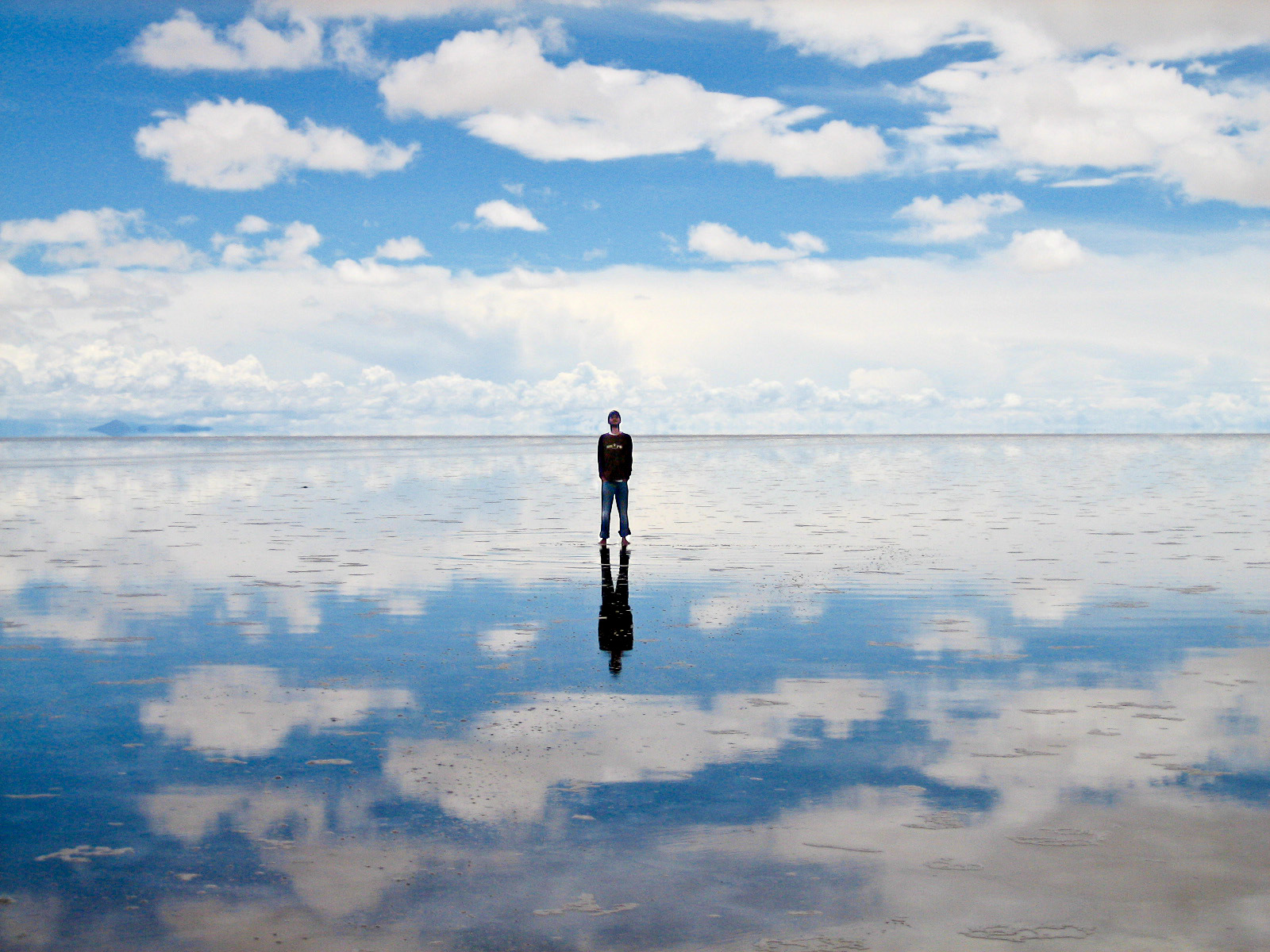
雨季积水后的乌尤尼盐沼被誉为“天空之镜”，是多部电影、动画的取景地

盐湖附近均为艾玛拉族地区。湖系北侧是几乎为鹽沼的科伊帕萨湖，科伊帕萨湖西北侧则是孑遗语言奇巴亚语的最后据点奇巴亚市（羅馬化：Municipios de Bolivia），有超过90%的居民使用奇巴亚语。同时也是整个乌鲁－奇巴亚语系（印加帝国形成之前的当地主要语系之一）的最后强势据点。

## 游客活動
烏尤尼鹽沼位於海拔約3700公尺的山區，其一望無際的白色世界景觀吸引了全球各地許多遊客的造訪；但如果沒有嚮導陪同而冒然深入的話，會有相當高的危險性。每年7月～10月為烏尤尼鹽沼的乾季，鹽沼表面很大面積是乾燥的，即使到了雨季，烏尤尼鹽沼仍有一些區域是乾涸的，因此乘坐車輛橫越烏尤尼鹽沼是可以的。在烏尤尼鹽沼中央附近有一個名為魚島（Isla de Pescado）的小島，上面長滿了仙人掌，是橫越烏尤尼鹽沼途中的重要休息處所，不過魚島上只有一些當地人所開設的土產店，沒有旅宿設施。
由於烏尤尼鹽沼是天然的鹽田，所以當地居民在經濟活動上盛行採鹽。當地人常常堆砌出許多1公尺左右的小鹽丘來曝曬乾燥，或以斧頭劈切出數十公分到1公尺的立方體。這些粗鹽除了送往附近的精製工廠加工外，也有當地人拿來作為屋舍建材使用，例如白沙旅社（Hotel de Sal "Playa Blanca"）即是此種建築。